# Нежин (Західнопоморське воєводство)
Нежин (пол. Nieżyn, нім. Nessin) — село в Польщі, у гміні Семишль Колобжезького повіту Західнопоморського воєводства.
Населення — 251 особа (2011).

## Демографія
Демографічна структура станом на 31 березня 2011 року:
|          | Загалом | Допрацездатний вік | Працездатний вік | Постпрацездатний вік |
| -------- | ------- | ------------------ | ---------------- | -------------------- |
| Чоловіки | 128     | 30                 | 91               | 7                    |
| Жінки    | 123     | 21                 | 83               | 19                   |
| Разом    | 251     | 51                 | 174              | 26                   |